# Briefkaart

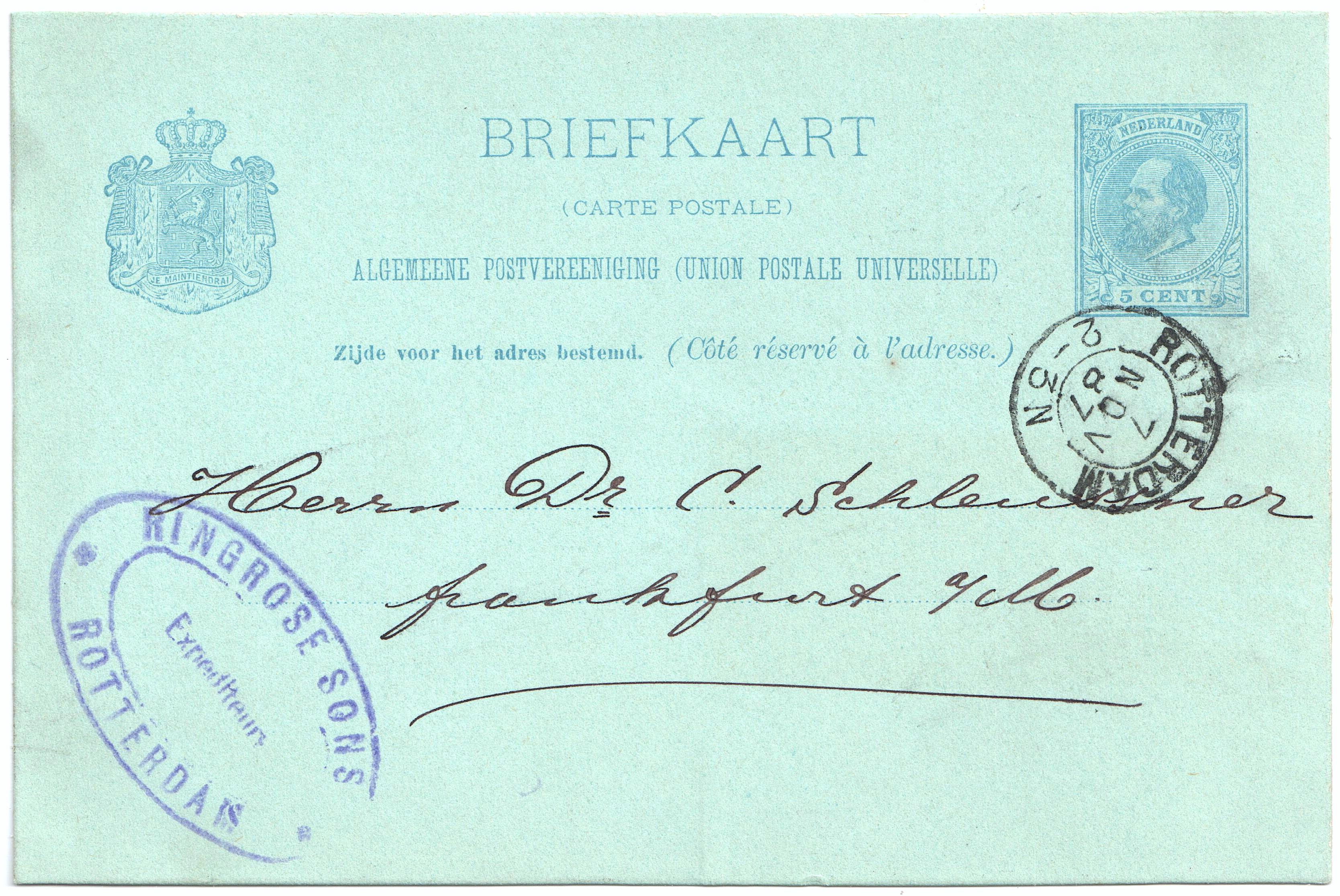
Briefkaart uit 1887 van Rotterdam naar Frankfurt (zegelbeeld Koning Willem III)

Een briefkaart is een meestal rechthoekige kaart, in de regel van dun karton (of dik papier), die als poststuk verzonden kan worden. Een gedeelte van de briefkaart kan worden gebruikt voor het schrijven van mededelingen door de afzender aan de geadresseerde. In Vlaanderen spreekt men veel al van de (gele) postkaart.

## Algemeenheden

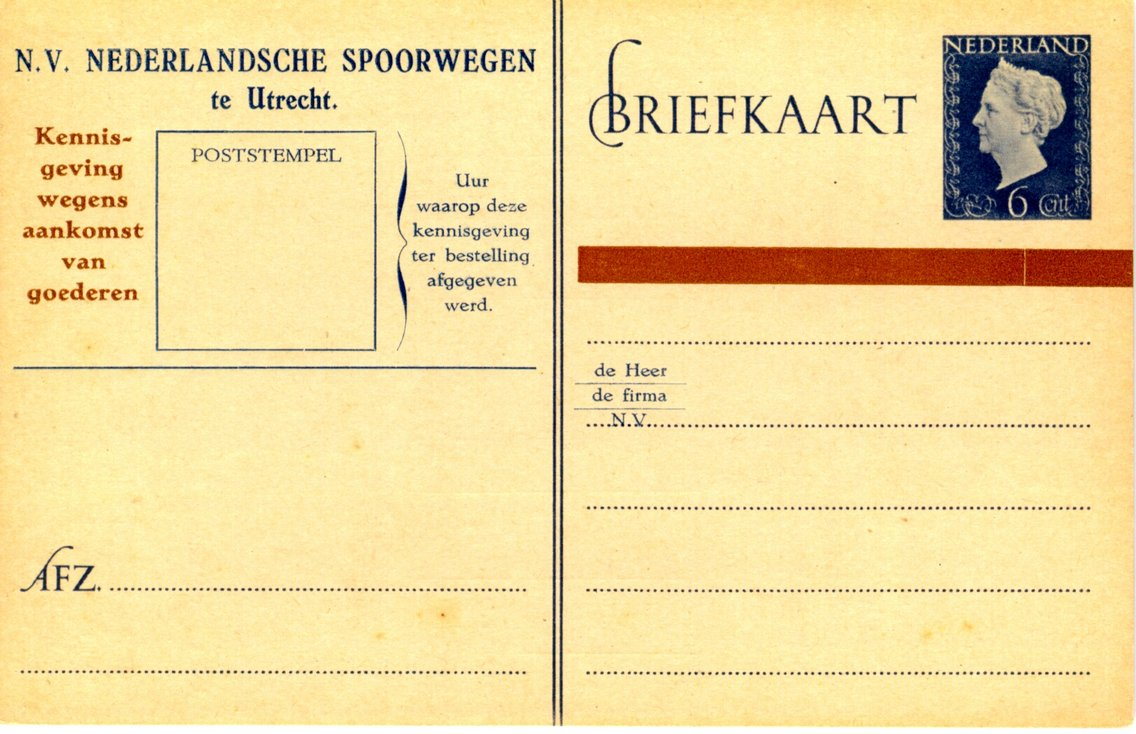
Briefkaart met voorgedrukte zegel

Een briefkaart draagt veelal een voorgedrukt zegelbeeld van een postzegel (door filatelisten soms 'ingedrukte zegel' genoemd). Soms wordt de definitie van briefkaart zelfs beperkt tot kaarten met voorgedrukte zegel. Alhoewel voor het verzenden van een briefkaart per post natuurlijk essentieel is dat de frankering is voldaan, is het geen kenmerk van de briefkaart als zodanig. Zowel vroeger als heden ten dage werd en wordt veel gebruikgemaakt van niet-voorgefrankeerde briefkaarten.
Een ansichtkaart of prentbriefkaart is een briefkaart met aan één zijde een afbeelding, en overigens in veel gevallen een voorbeeld van een briefkaart die niet is voorgefrankeerd.
In de tijd dat er nog geen internet met e-mail was en ook de telefoon nog verre van algemeen verspreid was, was de briefkaart een populair en betaalbaar middel voor het overbrengen van korte berichten. Briefkaarten worden tegenwoordig (evenals brieven en telegrafie) veel minder gebruikt wegens de beschikbaarheid van snellere, goedkope media.

## Poststukken en postwaardestukken

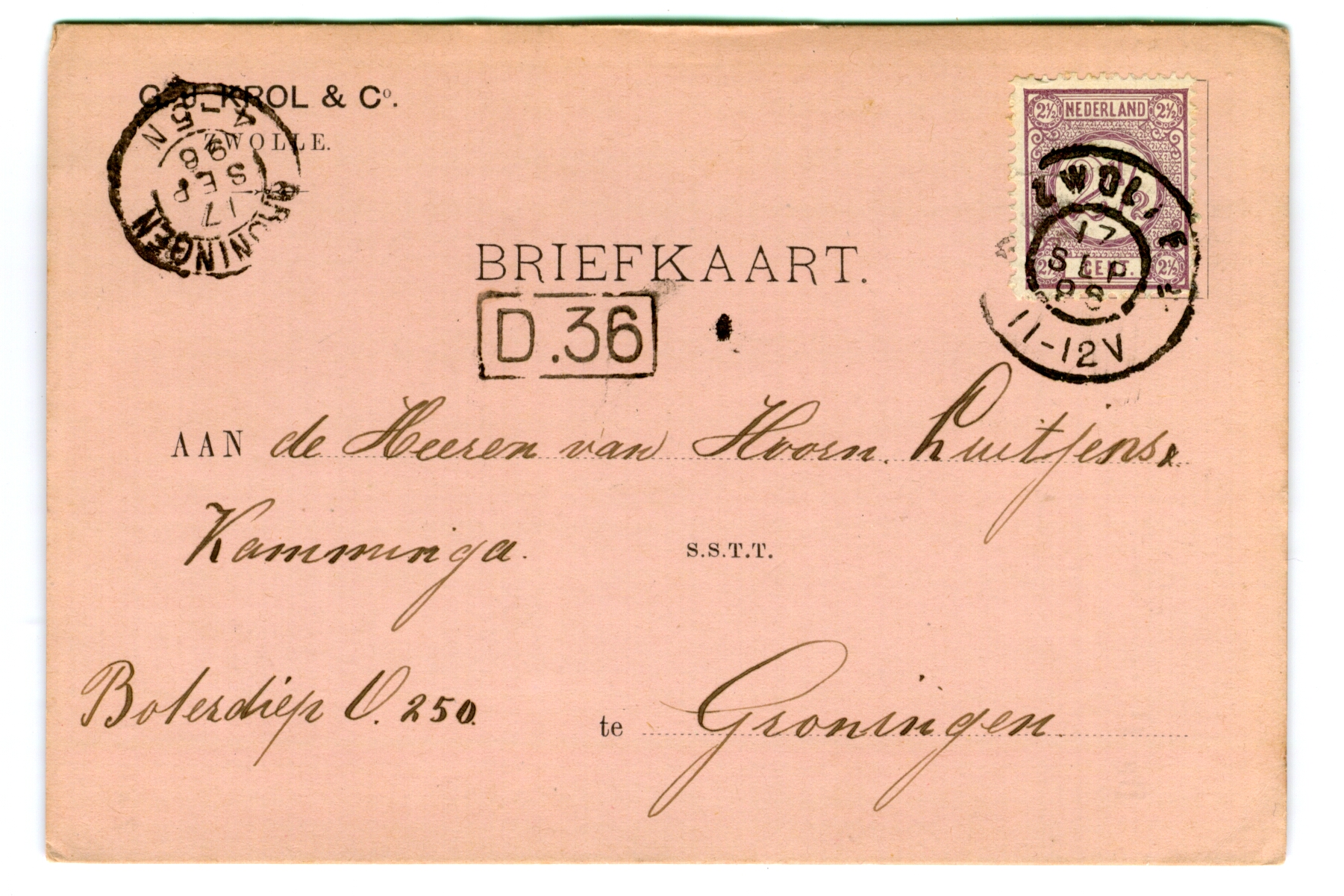
voorzijde
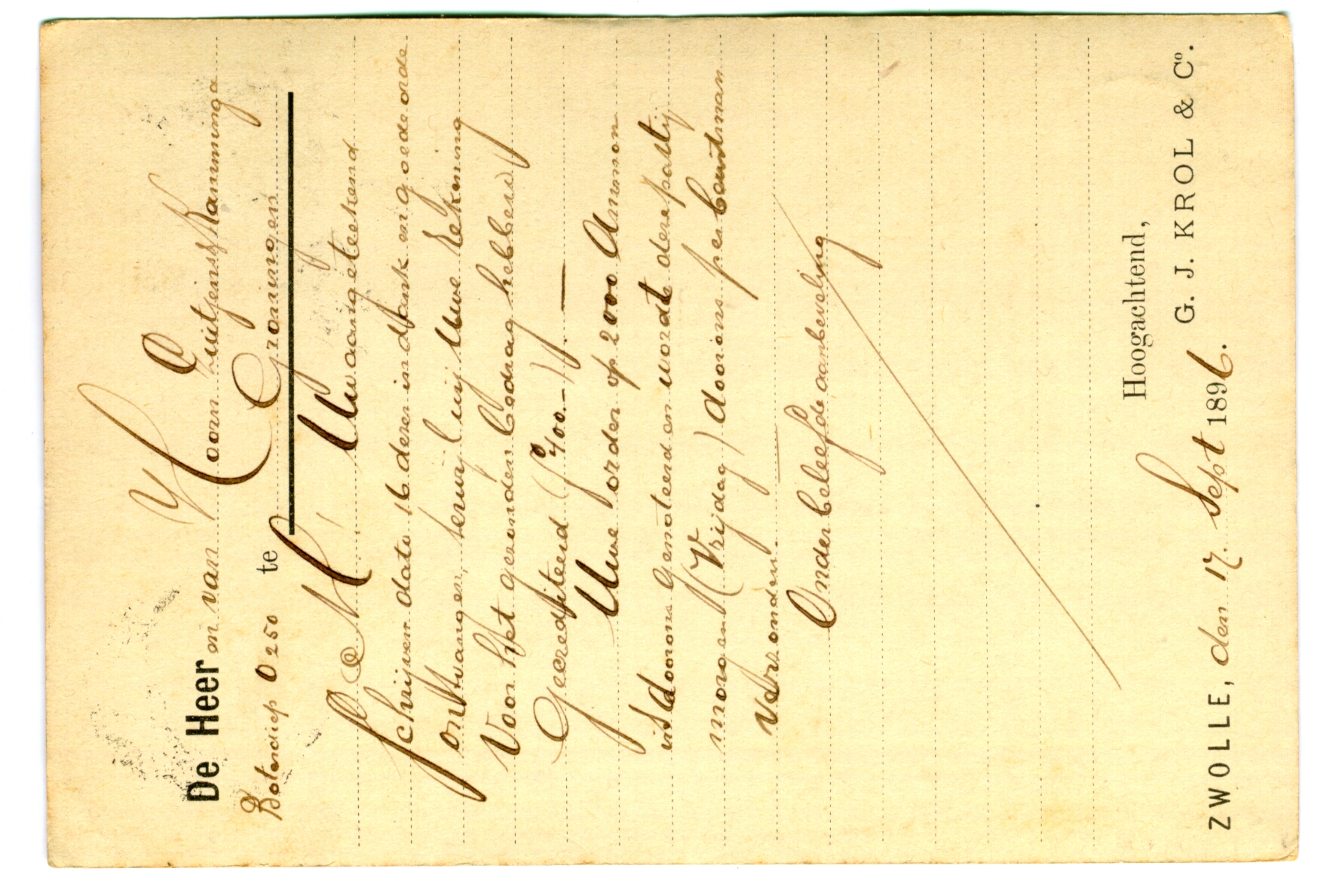
achterzijde

Briefkaarten zijn poststukken. Alleen als ze uitgegeven zijn door een postadministratie en een ingedrukte zegel hebben, zijn het ook postwaardestukken.
Een voorbeeld uit Nederland:
Eerst een briefkaart, zijnde een postwaardestuk met ingedrukte zegel, verzonden vanuit Hoogezand naar Groningen. Datum afstempeling Hoogezand 19 aug. 1896. Het stempel Hoogezand is een zogenaamd grootrondstempel; het stempel is geplaatst tussen 5 en 6 uur n(amiddag). Het stempel Groningen is een kleinrondstempel, zelfde dag, tussen 7 en 8 uur namiddag.

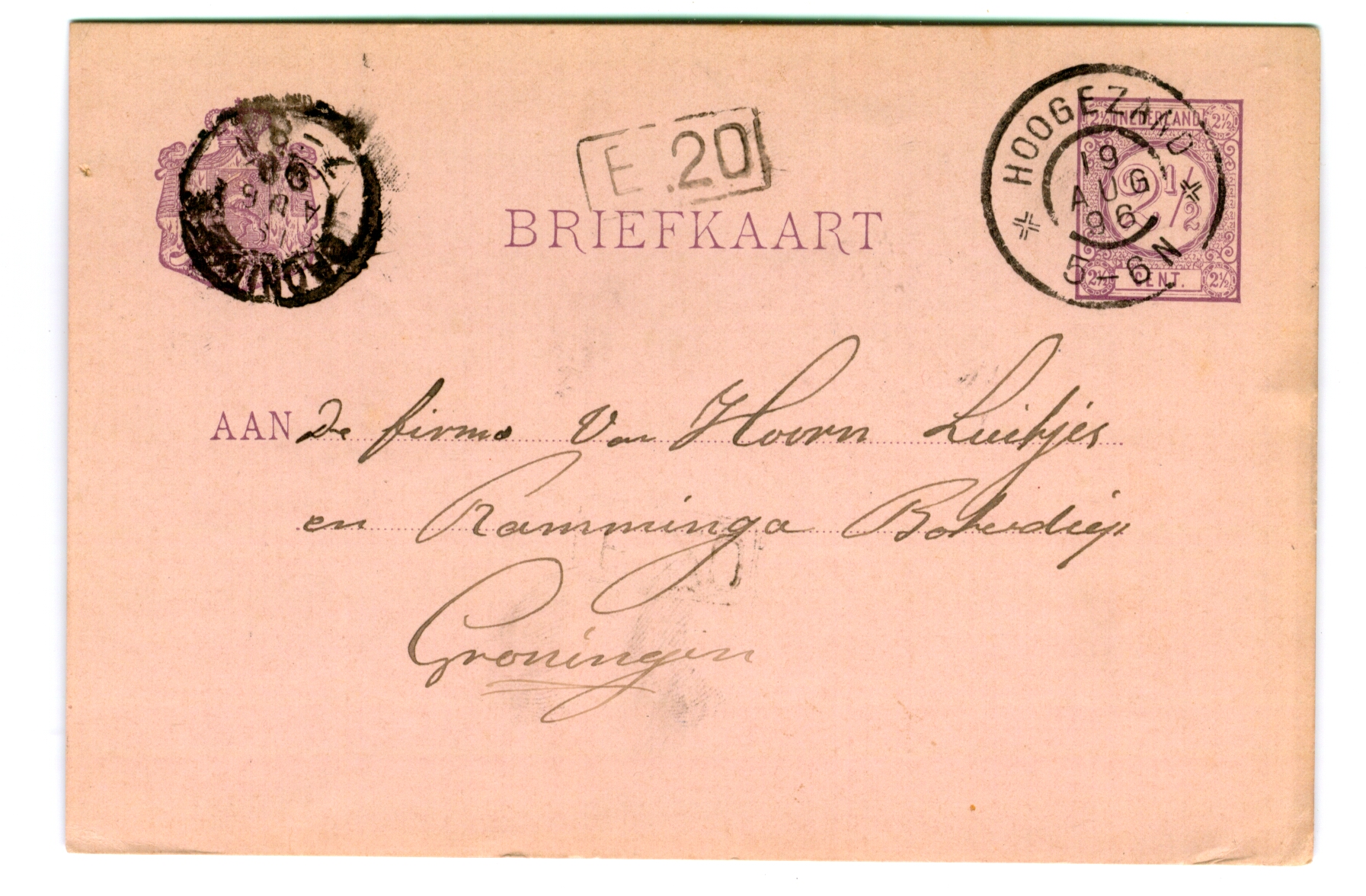
voorzijde
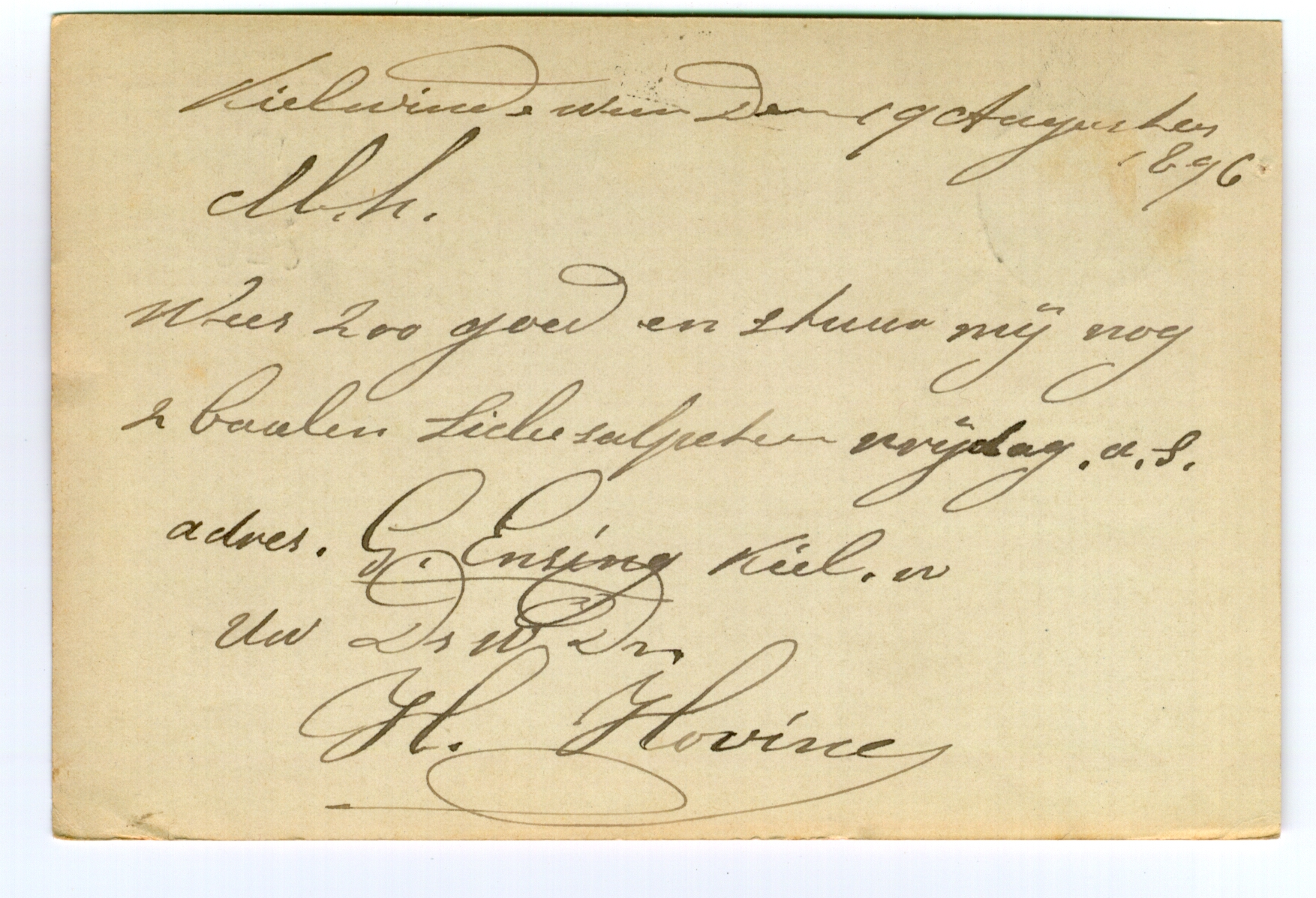
achterzijde

Hieronder een briefkaart die geen postwaardestuk is, omdat deze geen ingedrukte zegel had, en dus gefrankeerd werd met een postzegel. De kaart is verzonden vanuit Zwolle naar Groningen. Datum afstempeling 17 sept. 1896. Het vertrekstempel Zwolle is een grootrondstempel. Het stuk is afgestempeld tussen 11 en 12 uur v(oormiddag). Aankomststempel Groningen: kleinrondstempel, afgestempeld tussen 4 en 5 uur n(amiddag).
- voorzijde
- achterzijde

## De eerste briefkaarten
In 1865 deed Heinrich von Stephan in Duitsland een voorstel voor iets dat leek op wat nu een briefkaart wordt genoemd. Het werd beschreven als “postblad” (zonder zegelopdruk). Het voorstel werd afgewezen omdat men vond dat het immoreel of beledigend was om berichten zonder omslag (envelop) te verzenden. Enkele jaren later, in 1869, publiceerde Emanuel Herrmann in Oostenrijk-Hongarije in een krant een artikel “over een nieuw soort van correspondentie door middel van de post”. Hij dacht aan een kaart waarop maximaal twintig woorden mochten worden vermeld, en die tegen een gereduceerd tarief verzonden zou kunnen worden. Het voorstel werd al in hetzelfde jaar gerealiseerd. Op 1 oktober 1869 werd op de postkantoren de eerste briefkaart, de “Correspondenz-Karte” aangeboden. De beperking tot twintig woorden was weggevallen. De gehele achterzijde van de 12 x 8,5 cm grote kaart mocht beschreven worden. Er was een geel zegel ingedrukt van twee Kreuzer.
In het Noord-Duitse postdistrict (Norddeutscher Postbezirk; het postgebied van de Noord-Duitse Bond) werden per 1 juli 1870 ook briefkaarten toegestaan. Deze hadden een formaat van 16,5 x 11 cm en moesten nog met een postzegel worden gefrankeerd.

## De eerste briefkaarten in Nederland
In Nederland verscheen de eerste briefkaart op 1 januari 1871. De invoering verliep tamelijk snel. In het ontwerp tot wijziging van de postwet 1850, dat op 13 februari 1870 bij de Tweede Kamer werd ingediend, was nog geen sprake van briefkaarten. In de Tweede Kamer werd er ook niet over gesproken. Maar de Commissie van Rapporteurs voegde eigenhandig aan het Voorlopig Verslag (vastgesteld op 30 april) een passage toe waarin de aandacht gevraagd wordt voor de wijziging die in België in de wetgeving was voorgesteld m.b.t. de zogenaamde "cartes-correspondence”. De toenmalige minister van financiën, Pieter Philip van Bosse, nam in mei in zijn memorie van antwoord en het gewijzigde wetsvoorstel de suggestie van de rapporteurs over. Hij gaf als toelichting nog een aantal bijzonderheden. De postdienst zou de kaarten gaan uitgeven. Ze zouden van dik papier zijn en aan de voorzijde plaats bieden aan het adres van de ontvanger en aan de achterzijde open zijn voor mededelingen van de verzender. Het port werd vastgesteld op twee en een halve cent. Dat was de helft van het “stuiversport” voor brieven door het gehele land. Een zegel zou op de kaart worden voorgedrukt. De minister schreef dat hij lang geaarzeld had om de kaarten in te voeren. Vooral het verlies aan inkomsten zat hem dwars. Om dat te compenseren besloot hij dat visitekaartjes voortaan niet meer met het drukwerktarief van één cent mochten worden verzonden.
Een belangrijke reden om het voorstel voor de invoering van de carte-correspondence over te nemen werd gevormd door gunstige berichten uit Duitsland. Daar waren briefkaarten een half jaar eerder ingevoerd. De minister was meegedeeld dat er daar in tien à twaalf dagen tijds – het was ten tijde van de Frans-Duitse oorlog, waardoor veel naar en door de soldaten werd geschreven – “meer dan een miljoen verkocht waren, zodat de bruto-opbrengst van de Posterijen na de aanvankelijke daling ten gevolge van het hogere port, zeker binnenkort weer gelijk zal zijn”.
De Tweede Kamer ging na enige discussie akkoord. Tijdens de beraadslagingen werd ook de naam van het nieuwe poststuk vastgesteld: het zou in Nederland “briefkaart” gaan heten, en op 1 januari 1871 worden ingevoerd. Op 22 juli 1870 werd de wettelijke invoering gepubliceerd in het Staatsblad: "houdende regeling van het briefport en van de aangelegenheden der brievenposterij".
Inmiddels waren bij drukkerij Joh. Enschedé en Zonen in Haarlem de eerste proeven van briefkaarten gemaakt en kon begonnen worden met het drukken van de eerste twee miljoen briefkaarten.
De briefkaart werd een groot succes. Binnen enkele dagen waren alle kaarten uit het magazijn aan de postkantoren afgeleverd en moesten nieuwe bestellingen worden geplaatst. In het eerste kwartaal werden ruim 1,4 miljoen stuks verkocht.
Op de voorzijde van de eerste briefkaart was een soort gebruiksaanwijzing gedrukt, om het publiek te informeren over het nieuwe “medium”. De letterlijke tekst daarvan luidde:

Nota. Aan deze zijde het adres en aan de tegenzijde het bericht, al of niet ondertekend, te plaatsen. Voor het schrijven van adres en bericht kan van inkt, potlood of anderszins worden gebruikgemaakt. Het drukken van een en ander op deze formulieren is mede toegelaten. Duidelijkheid en nauwkeurigheid van het adres worden zeer bijzonder aanbevolen.

Op deze tekst is zeer veel (taalkundige) kritiek gekomen. Dat begon al bij het woord tegenzijde. Dat betekent naastliggende zijde en niet de andere kant, zoals men bedoelde. Maar de meeste hilariteit verwekte anderszins. Als bijwoord past het niet in de rij van zelfstandige naamwoorden. Er verschenen ingezonden brieven, waarin mensen hun briefkaarten niet met inkt of met potlood wilden beschrijven, maar met anderszins. De posterijen wachtten anderhalf jaar en kwamen toen met een nieuwe briefkaart, waarop geen Nota meer te vinden was.
In 1872 (waarschijnlijk op 20 april) verscheen de eerste briefkaart met betaald antwoord. Men kon daarmee een dubbele briefkaart verzenden: op de ene kon men zijn boodschap kwijt, met de andere, aangehechte kaart, kon de ontvanger (gratis) antwoorden. Afgezien van het feit dat het twee “links samenhangende” briefkaarten betrof, was de uitvoering grotendeels gelijk aan de eerste briefkaart. Alleen de drukkleur week af: donkerviolet in plaats van lila. 

In juni 1872 verscheen dan de tweede “gewone” briefkaart (G 3, volgens de nummering van de hieronder besproken 'Geuzendam-catalogus'), zonder “Nota”, en met 4 adreslijnen. In 1873 werd de “oude” briefkaart nog een keer herdrukt (G 4).
In 1873 verscheen een briefkaart, speciaal bedoeld voor verzending naar België, met een voorgedrukt zegel van vijf cent.
In 1877 verdween de rand van de briefkaart. In plaats daarvan werd linksboven het Nederlandse wapen geplaatst, vermoedelijk in navolging van andere West-Europese landen.

## Belgische postbriefkaarten

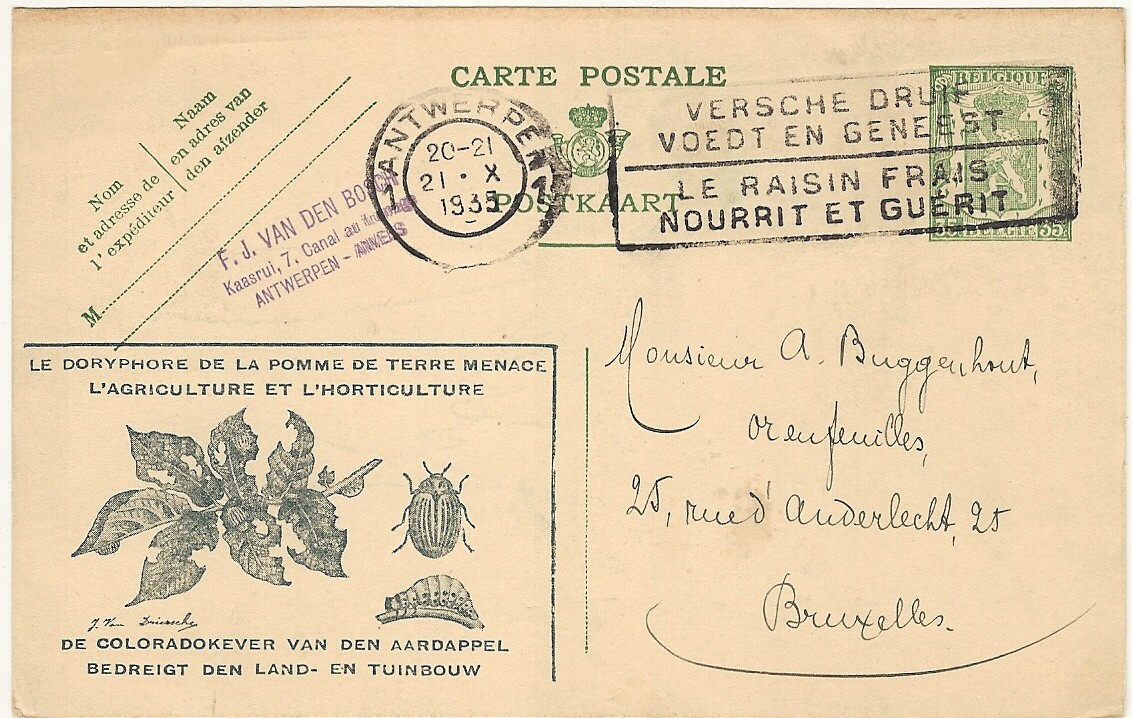
Een Belgische gele briefkaart, afgestempeld in 1935

In België werden twee voorgefrankeerde types gangbaar, algemeen gekend naar de kleur, waarvan de gele veel couranter was dan de groene, en onder meer het standaard-medium was om deel te nemen aan allerlei wedstrijden per correspondentie.
Bij Koninklijk Besluit deed de briefkaart op 1 januari 1871 haar intrede in België. Enkel de Carte-Correspondance, uitgegeven door De Post, werd als een geldige briefkaart beschouwd. Ze mochten enkel gebruikt worden voor het verzenden van korte berichten binnen België. Er bestonden aanvankelijk twee types, de gele briefkaart van vijf en de groene briefkaart van tien cent. Die van vijf cent was bedoeld voor bestemmingen binnen een straal van dertig kilometer. Die van tien cent voor bestemmingen boven de dertig kilometer. Later verdween de groene briefkaart, en werd de gele over het hele land bruikbaar. De prijs van een gele briefkaart steeg stelselmatig, zo koste deze in 1998 zeventien frank. In 2023 kostte een pakje met vijf gele briefkaarten ruim zeven euro.

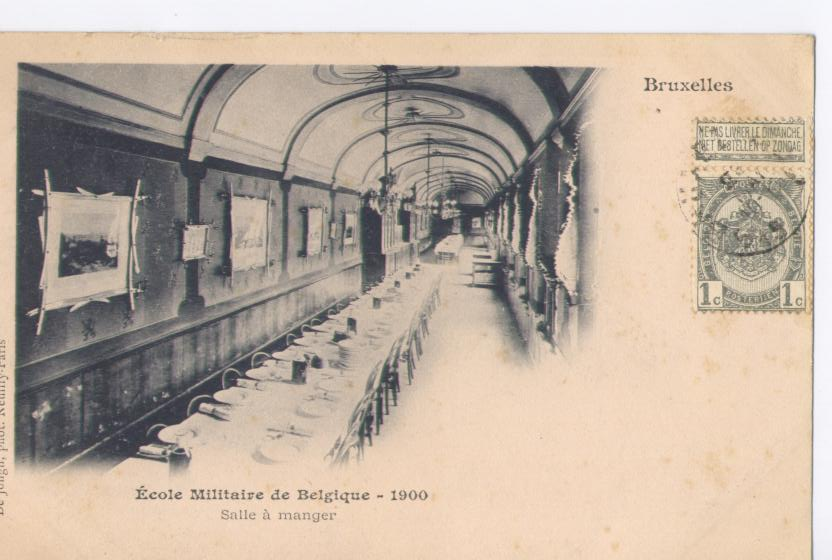
Een Belgische fotokaart uit 1900 (voorzijde)

Fotokaarten, briefkaarten zonder ingedrukte zegel maar met afbeelding op de voorzijde, namen snel toe in populariteit en tegen 1875 werden deze vaker gebruikt dan de gewone briefkaarten. De eerste fotokaarten hadden op de achterzijde bovenaan Carte Postale staan, en daaronder enkele horizontale lijnen voor het adres van de ontvanger. Boodschappen werden op de voorzijde geschreven, aangezien de afbeelding niet de volledige oppervlakte in beslag nam en enkel het adres van de ontvanger op de achterzijde mocht staan. In 1878 werd het internationale formaat van 14 x 9 cm aangenomen en verschoven de adreslijnen naar de rechterkant van de kaart. Aan de linkerkant was er hierdoor ruimte voor korte berichten. De termen prentbriefkaart en ansichtkaart werden sindsdien gebruikt om briefkaarten met afbeelding te benoemen.
De briefkaarten zonder afbeelding werden voornamelijk gebruikt voor wedstrijden van onder andere de Belgische Radio en Televisie en zijn opvolgers. In 2023 werd bijvoorbeeld aangegeven dat voor een nieuw seizoen van De Droomfabriek op VRT 1 gele briefkaarten opgestuurd mochten worden. In de loop van de 21ste eeuw werd de functie van de briefkaart grotendeels overgenomen door onder andere sms'jes, e-mails en televoting.
Het laatste type gele briefkaarten, met de beeltenis van Filip van België en een tekening van het stripfiguur Kleine Robbe, werden tot en met 2023 verkocht door Bpost. Eind november 2023 werd de laatste gele briefkaart verkocht en kondigde Bpost aan er geen meer te zullen drukken.

## Briefkaarten als verzamelobject
In de loop der tijden zijn een groot aantal verschillende briefkaarten verschenen. De 'Geuzendam-catalogus' van 2008 onderscheidt in totaal 407 soorten voor Nederland.
Nadat verschillende landen waren overgegaan tot het uitgeven van briefkaarten, meer in het algemeen postwaardestukken, werden deze ook door postzegelverzamelaars ontdekt. Aanvankelijk werden vaak de waardestempels, die vaak hetzelfde uiterlijk hadden als postzegels, uitgeknipt en in een album geplakt. Tegenwoordig verzamelt men bij voorkeur het gehele postwaardestuk. De Duitse naam Ganzsache (compleet stuk) en de Franse term entiers-postaux (gehele poststukken) geven dit duidelijk weer. Het terrein van de postwaardestukken vormt tegenwoordig een klein, maar door specialisten gewaardeerd verzamelgebied. In Nederland doet de gespecialiseerde vereniging “Po&Po” (voluit: Nederlandse Vereniging van Poststukken- en Poststempelverzamelaars) veel onderzoek naar briefkaarten en andere postwaardestukken. De vereniging treedt bijvoorbeeld op als uitgever van de 'Geuzendam-catalogus', waarin alle postwaardestukken van Nederland en de Overzeese Rijksdelen opgenomen zijn. Ook wordt op de website van Po&Po bijgehouden hoeveel “eerstedagbriefkaarten” van de eerste briefkaart van Nederland (verzonden op 1 januari 1871) er bekend zijn.
Hier is zo'n eerstedagbriefkaart afgebeeld, verzonden op 1 januari 1871 van Middelburg naar Zwolle. Het aankomststempel (op de achterzijde) vermeldt 3 januari. Die achterzijde verklapt ook waarom het zo lang duurde voordat de kaart arriveerde: “... als de vaart open is”.
Deze eerstedagbriefkaart was het vijfendertigste exemplaar dat bekend werd. Hij werd gevonden door René Hillesum in december 2008.
Deze bijzondere briefkaarten worden geveild voor prijzen in de orde van grootte van 680 euro (exclusief opgeld).

### De 'Geuzendam-catalogus'
Briefkaarten en andere postwaardestukken werden in Nederland voor het eerst uitgebreid gecatalogiseerd door Albert Willem ten Geuzendam (1925–1997). Ten Geuzendam was postzegelhandelaar in Den Haag, en verzamelaar van poststukken en postwaardestukken. In 1961 verscheen van zijn hand de Catalogus van Postwaardestukken van Nederland en Overzeese Rijksdelen. In 1997 verscheen de zevende editie. In 2008 beleefde de catalogus, die nog altijd de 'Geuzendam-catalogus' wordt genoemd, zijn achtste editie. Deze editie werd geredigeerd door B. Hellebrekers, J. van den Berg en M.T. Bulterman. De achtste editie telde 352 pagina's.

## Voetnoten
1. ↑  Vgl. bijvoorbeeld Ruud van Capelleveen - 'Briefkaart' in de online postzegelencyclopedie van Filahome; geraadpleegd 2010-05-24
2. ↑  Kiggen 1979, p. 106
3. ↑  Stapel 1981, p. 73–79
4. ↑  Geciteerd bij da Costa 1962, p. 57. In de datering is mogelijk iets niet helemaal correct. Briefkaarten werden in Duitsland ingevoerd op 1 juli 1870. De Frans-Duitse oorlog begon op 19 juli 1870. De mondelinge behandeling in de Tweede Kamer begon op 8 juni 1870 en werd op 20 juli afgesloten.
5. ↑  Staatsblad van het Koninkrijk der Nederlanden, 138. Nederlandse Regering, Den Haag (9 augustus 1870).
6. 1 2  Stapel 1992, p. 10
7. ↑  Ten Geuzendam 2008, p. 40/1
8. 1 2  Briefkaart Robbe. bpost (6 oktober 2014). Gearchiveerd op 4 juli 2023. Geraadpleegd op 4 juli 2023.
9. ↑  Robert Toussaint, De geschiedenis van de post, de brief- en prentbriefkaart. De IJzerbode (1 april 2019). Geraadpleegd op 4 juli 2023.
10. ↑  Pieterjan Huyghebaert, Deze vier -verouderde- communicatiemiddelen zijn verrassend genoeg nog in gebruik. VRT NWS (12 juli 2017). Geraadpleegd op 4 juli 2023.
11. ↑  Koen Heymans, Kristien Bonneure, "De droomfabriek" komt terug met Gloria Monserez en Bart Peeters en je kan nu al je dromen insturen. VRT NWS (4 juli 2023). Geraadpleegd op 4 juli 2023.
12. ↑  Tine Hollevoet, "Tijd van gele briefkaarten is voorbij. Het Nieuwsblad (14 augustus 2006). Geraadpleegd op 4 juli 2023.
13. ↑  Sven Pichal, De gele briefkaart bestaat nog (en je kan ze online bestellen). VRT NWS (13 april 2021). Geraadpleegd op 4 juli 2023.
14. ↑  Belga, Einde van een tijdperk: Bpost verkoopt laatste gele briefkaart. VRT NWS (25 november 2023). Geraadpleegd op 26 februari 2024.
15. ↑  over de eerstedag van uitgifte van de eerste Nederlandse briefkaart van 1871 op de website van Po&Po
16. ↑  website van René Hillesum Filatelie. Hillesum organiseert de enige gespecialiseerde veiling voor post(waarde)stukken in Nederland. Gearchiveerd op 10 mei 2023.
17. ↑  Ruud van Capelleveen - 'Albert Willem ten Geuzendam' in de online postzegel encyclopedie van Filahome; geraadpleegd 2010-05-24
18. ↑  Over de 8e editie van de “Geuzendam” op de website van “Po & Po” (de Nederlandse Vereniging van Poststukken- en Poststempelverzamelaars); geraadpleegd 2010-05-24